# ヴラディーミル・ボスコボイニコフ
ヴラディーミル・ボスコボイニコフ（Vladimir Voskoboinikov、1983年2月2日 - ）は、旧ソビエト連邦、エストニア、タリン出身の元サッカー選手。現役時代のポジションはFW。

## 経歴
ボスコボイニコフはエストニア代表として、国際Aマッチ36試合に出場し4得点を記録した。2007年6月2日に行われたUEFA EURO 2008予選のクロアチア代表戦でデビュー。2008年11月18日に行われたモルドバ代表戦で代表初得点を決めた。

## タイトル

### クラブ
レバディア・タリン
- メスタリリーガ：2回
  - 2004, 2006
- エストニア・カップ：2回
  - 2001-02, 2003-04

FCブリュッセル
- プロキシマス・リーグ：1回
  - 2003-04

ノーメ・カリュ
- エストニア・カップ：1回
  - 2014-15

FCインフォネット
- メスタリリーガ：1回
  - 2016
- エストニア・カップ：1回
  - 2017

### 個人
- メスタリリーガ得点王：1回
  - 2013